# Hohnhorst
Hohnhorst är en kommun och ort i Landkreis Schaumburg i förbundslandet Niedersachsen i Tyskland.
Kommunen ingår i kommunalförbundet Samtgemeinde Nenndorf tillsammans med ytterligare tre kommuner.